# Bitwa pod Otonetë
Bitwa pod Otonetë (znana też jako bitwa nad Górną Dibrą, alb. Beteja e Otonetës) – starcie zbrojne, które miało miejsce 27 września 1446 pomiędzy wojskami osmańskimi pod dowództwem Mustafy Paszy a siłami albańskimi dowodzonymi przez Skanderbega, zakończone zwycięstwem Albańczyków.

## Początek inwazji
W 1446 Imperium Osmańskie podjęło kolejną próbę podporządkowania ziem albańskich i stłumienia rebelii Skanderbega. Po niepowodzeniach w roku 1444, na terytorium Albanii skierowano większe siły (głównie jazdę), dowodzone przez Mustafę Paszę. Działania przeciwko Albańczykom stanowiły część planu podporządkowania Węgier, które stały się głównym celem kampanii. Siły Mustafy Paszy miały atakować ludność cywilną, unikając decydującej bitwy. Kiedy Mustafa zdecydował się podzielić podległe mu oddziały na dwie części i jedną ulokować na ufortyfikowanych pozycjach wokół wsi Otonetë, Skanderbeg podjął decyzję o ataku na siły inwazyjne.

## Przebieg bitwy
Rankiem 27 września siły albańskie złożone z 5 tys. ludzi zaatakowały pozycje osmańskie wywołując panikę w obozie. W czasie bitwy zginęło co najmniej 5 tys. Turków, ok. 300 trafiło do niewoli albańskiej.

## Skutki bitwy
Po klęsce pod Otonetë, sułtan Murad II zdecydował wycofać pozostałe siły z terytorium Albanii, aby zajęły się ochroną granicy i nie podejmowały działań zaczepnych.